# 湯士蛟
湯士蛟（?—?），江南人，清朝政治人物。举人出身。
雍正2年（1724年），擔任清朝遵义府婺川縣知縣。后由杜菜接任。